# Escudo de Rocha
El Escudo de Rocha utiliza una adaptación de la bandera de Artigas. En la parte inferior izquierda aparecen dos palmeras, plantas características del departamento, en especial de sus bañados. En la esquina superior derecha aparece la Fortaleza de Santa Teresa, construcción histórica del departamento.
El escudo está adornado por un sol, representando a la bandera de Uruguay, y ramas de laurel y palma a los lados. La leyenda AQUÍ NACE EL SOL DE LA PATRIA aparece en un listón blanco.

https://www.revistahistoricarochense.com.uy/rhr-no-5/ribot-paladin-de-la-exaltacion-de-lo-rochense/
- Datos: Q8778022